# Paradoja de la cadena de tiendas
La paradoja de la cadena de tiendas es un concepto que pretende refutar el razonamiento estándar de la teoría de juegos.

## El juego de la cadena de tiendas
Un monopolista (Jugador A) tiene sucursales en 20 ciudades. Se enfrenta a 20 competidores potenciales, uno en cada ciudad, que podrán elegir entrar o salir de la competencia. Lo hacen en orden secuencial y de en uno cada vez. Si un competidor potencial elige salir, recibe un pago de 1, mientras que A recibe un pago de 5. Si elige entrar, recibirá un pago de 2 o 0, dependiendo de la respuesta del jugador A a su acción. El jugador A, en respuesta a una opción de entrar, debe elegir una de las dos estrategias de fijación de precios, cooperativa o agresiva. Si elige cooperativa, tanto el jugador A como el competidor reciben un pago de 2, y si A elige agresivo, cada jugador recibe un pago de 0.
Estos resultados conducen a dos teorías para el juego, la inducción (versión correcta según la teoría de juegos) y la teoría de la disuasión (teoría disidente):

### Teoría de la inducción
Consideremos la decisión que tomará el 20º y último competidor sobre si elegir si entrar a competir o salir. Sabe que si elige entrar, el jugador A recibe una mayor recompensa por elegir cooperar que por ser agresivo, y al ser el último período del juego, ya no hay competidores futuros a quienes el jugador A tenga que intimidar en el mercado. Sabiendo esto, el 20º competidor entra al mercado y el jugador A cooperará (recibiendo un pago de 2 en lugar de 0).
El resultado en el período final va a misa, por así decir. Ahora considere el caso 19 y la decisión del competidor potencial. Sabe que A cooperará en el próximo período, independientemente de lo que suceda en el período 19. Por lo tanto, si el jugador 19 entra, una estrategia agresiva no podrá impedir que el jugador 20 entre. El jugador 19 sabe esto y elige entrar. El jugador A elige cooperar.
Por supuesto, este proceso de inducción hacia atrás se mantiene hasta el primer competidor. Cada competidor potencial elige entrar, y el jugador A siempre coopera. A recibe un pago de 40 (2 × 20) y cada competidor recibe 2.

### Teoría de la disuasión
Esta teoría establece que el jugador A podrá obtener pagos superiores a 40. Supongamos que el jugador A considera que el argumento de inducción es convincente. Él decidirá cuántos períodos antes del final quiere jugar dicha estrategia, digamos 3. En los períodos 1-17, decidirá siempre ser agresivo contra la elección de entrar de su respectivo competidor. Si todos los competidores potenciales lo saben, es poco probable que los competidores potenciales 1-17 molesten a la cadena de tiendas, arriesgando así el pago seguro de 1 ("A" no tomará represalias si eligen "salir"). Si algunos prueban la cadena de tiendas al principio del juego, y observan que son recibidos con la estrategia agresiva, es probable que el resto de los competidores no hagan más pruebas. Suponiendo que los 17 se disuadan, el jugador A recibe 91 (17 × 5 + 2 × 3). Incluso si un máximo de 10 competidores ingresan y prueban la voluntad del jugador A, el jugador A aún recibirá un pago de 41 (10 × 0 + 7 × 5 + 3 × 2), que es mejor que el pago de inducción (teóricamente correcto).

## La paradoja de la cadena de tiendas
Si el jugador A sigue la matriz de pagos de la teoría del juego para lograr el pago óptimo, tendrá una rentabilidad menor que con la estrategia de "disuasión". Esto crea una aparente paradoja de la teoría de juegos: la teoría de juegos establece que la estrategia de inducción debe ser óptima, pero parece que la "estrategia de disuasión" es óptima en su lugar.
La "estrategia de disuasión" no es un equilibrio perfecto en el Subjuego: depende de la amenaza no creíble de responder con agresividad. Un jugador racional no llevará a cabo una amenaza no creíble, pero la paradoja es que, sin embargo, parece beneficiar al jugador A para llevar a cabo la amenaza.

## La respuesta de Selten
La respuesta de Reinhard Selten a esta aparente paradoja es argumentar que la idea de "disuasión", aunque irracional según los estándares de la teoría de juegos, es de hecho una idea aceptable por la racionalidad que los individuos realmente emplean. Selten argumenta que los individuos pueden tomar decisiones de tres niveles: Rutinarias, Imaginativas y Razonables.

### ¿Información completa?
La teoría de juegos se basa en la idea de que cada matriz se modela con la suposición de información completa: "cada jugador conoce las recompensas y estrategias disponibles para otros jugadores", donde la palabra "pago" es descriptiva del comportamiento, lo que el jugador está intentando para maximizar. Si, en la primera ciudad, el competidor entra en competencia y el monopolista es agresivo, el segundo competidor ha observado que el monopolista no está, desde el punto de vista del conocimiento común de pagos y estrategias, maximizando los pagos asumidos; y esperar que el monopolista lo haga en esa ciudad parece dudoso.
Si los competidores colocan incluso una probabilidad muy pequeña sobre la posibilidad de que el monopolista sea rencoroso y le otorgue un valor intrínseco al ser (o parecer) agresivo, y el monopolista lo sabe, incluso si el monopolista tiene pagos como se describe anteriormente, respondiendo a la entrada de un competidor en una ciudad con actitud agresiva, esta será óptima si aumenta la probabilidad de que los competidores posteriores crean rencoroso al monopolista.

## Los niveles de toma de decisiones de Selten

### El nivel de rutina
Los individuos usan su experiencia pasada de los resultados de las decisiones para guiar su respuesta a las elecciones en el presente. "Los criterios subyacentes de similitud entre las situaciones de decisión son simplistas y a veces inadecuados". (Selten)

### El nivel de imaginación
El individuo trata de visualizar cómo la selección de diferentes alternativas puede influir en el curso probable de eventos futuros. Este nivel emplea el nivel de rutina dentro de las decisiones de procedimiento. Este método es similar a una simulación por computador.

### El nivel de razonamiento
El individuo hace un esfuerzo consciente por analizar la situación de una manera racional, utilizando tanto la experiencia pasada como el pensamiento lógico. Este modo de decisión utiliza modelos simplificados cuyas suposiciones son producto de la imaginación, y es el único método de razonamiento permitido y esperado por la teoría de juegos.

## El proceso de toma de decisiones

### La predecisión
Uno elige qué método (rutina, imaginación o razonamiento) usar para un problema, y esta decisión se toma en el nivel de rutina.

### La decisión final
Dependiendo de qué nivel se seleccione, el individuo comienza el procedimiento de decisión. El individuo llega a una decisión (posiblemente diferente) para cada nivel disponible (si hemos elegido la imaginación, llegaríamos a una decisión rutinaria y una posible decisión de imaginación). Selten sostiene que las personas siempre pueden llegar a una decisión rutinaria, pero tal vez no a los niveles más altos. Una vez que las personas tienen todos sus niveles de decisión, pueden decidir qué respuesta utilizar en la decisión final. La decisión final se toma en el nivel de rutina y gobierna el comportamiento real.

### La economía del esfuerzo de decisión
El esfuerzo de decisión es un producto escaso, consumiendo tanto tiempo como fatiga mental. El razonamiento es más costoso que la imaginación, que a su vez es más costosa que la rutina. El nivel más alto activado no siempre es el más preciso ya que el individuo puede llegar a una buena decisión en el nivel de rutina, pero comete errores computacionales serios en niveles más altos, especialmente en el razonamiento.
Selten finalmente argumenta que las decisiones estratégicas, como las hechas por el monopolista en la paradoja de la cadena de tiendas, generalmente se hacen en el nivel de imaginación, donde la disuasión es una realidad, debido a la complejidad del razonamiento y la gran inferioridad de la rutina (no permitir que el individuo se vea en la posición del otro jugador). Dado que la imaginación no se puede utilizar para visualizar más que unas pocas etapas de un juego de forma extensiva, los individuos dividen los juegos en "al principio" y "hacia el final". Aquí, la disuasión es una realidad, ya que es razonable "al principio", pero no es convincente "hacia el final".

## Leer más
- Relation of Chain Store Paradox to Constitutional Politics in Canada

- Datos: Q1059113